# Darbo
Darbo (llamada oficialmente Santa María de Darbo) es una parroquia del municipio español de Cangas de Morrazo, en la provincia de Pontevedra, Galicia.

## Toponimia
La parroquia también es conocida por el nombre de Santa María de Afuera P. de Darbo.

## Geografía
Ocupa un fértil valle, una recortada orla costera con playas y acantilados, y las laderas orientales de la Serra da Madalena. Es una parroquia muy heterogénea compuesta por una telaraña de núcleos de población. Una importante parte del núcleo urbano de Cangas pertenece a esta parroquia de Darbo, así como todos los suburbios occidentales de la misma, con lo que Darbo posee una elevada densidad de población (1.310,54 hab./km² en 2014).
La parroquia de Darbo cuenta actualmente con una extensión de 5,5 km² (a principios del siglo XVIII su superficie era de 8,22 km², ya que se ignoraba que partes de su antigua jurisdicción habían sido usurpadas). Limita al norte con el ayuntamiento de Bueu en la parte final de la Serra da Madalena, al este con la parroquia de Coiro a través del valle del río Presas, al oeste con las parroquias de Aldán (Serra da Madalena) e Hío (monte de Varalonga y playa de Liméns) y al sur con la ría de Vigo.
La máxima altitud de la parroquia le corresponde al monte Curuto do Liboreiro con 334 m y la mínima al nivel del mar. Además de este monte, destacan otras elevaciones como el Alto de Carballiño (332 m), Outeiro da Raposa (229 m), Mesa de Montes (300 m), Montes de Varalonga (176 m), Lagoas de Baxín (216 m), Pico Garita (244 m), Pico Castelo (212 m), Pico de Fials (270 m), Porteliña (144 m), Serra Nacente (127 m), Outeiro (305 m). Otras elevaciones o denominaciones montuosas son el Monte de San Roque, Carrasco, Lagarto, Mirador do Balcón do Rei, da Serra, do Elefante, da Campana, ...
El principal curso de agua es el hoy denominado río Pontillón que nace en las estribaciones del Monte Castelo a 130 m de altitud, en el lugar de Pedra Cabalgada, nombre este que aparece en los documentos antiguos como el más usado para este río. 
La geomorfología de Darbo ya viene definida de antiguo (1840) como un terreno fértil y de calidad silícea. Se compone básicamente de un valle dividido por una prolongación que va desde la Serra da Madalena hasta la Serra Nacente.

## Organización territorial
La parroquia está formada por quince entidades de población:
- A Magdalena (A Madalena)
- As Barreiras
- A Serra de Nacente
- A Serra de Poente
- Balea
- Cima de Vila
- Cunchido
- O Castelo
- Ourelo
- O Piñeiro
- O Seixo
- San Pedro
- San Roque do Monte
- Santa Marta
- Ximeu

## Demografía
El dato más antiguo de la población de Darbo proviene del año 1604, en el que el cardenal Jerónimo del Hoyo en su visita a la zona cuantificó unos 60 vecinos, esto son, unos 240 habitantes. En el padrón de 1708 la población estimada ya alcanza los 88 vecinos (352 habitantes). En el Catastro de Ensenada de 1752 se apuntan 140 vecinos o 560 habitantes que moraban en unas 130 casas. Durante el siglo XIX la población fue creciendo, aunque en una proporción no muy elevada así, en el año 1824 Darbo ya contaba con 867 habitantes. Los censos de 1910 apuntan para esta fecha 1647 habitantes, en 1950 se alcanzan los 3192 y en el año 1998 6188. En el año 2014 estaban empadronadas un total de 7 208 personas en la parroquia, repartidas en 15 núcleos de población.
| Gráfica de evolución demográfica de Darbo entre 2000 y 2023 |
|                                                             |
| Datos según el nomenclátor publicado por el INE.            |

## Patrimonio histórico-artístico
Entre los elementos del patrimonio histórico-artístico de la parroquia se encuentran: Iglesia barroca, Fuente barroca, Cruceiro do Adro de Darbo, Cristo da Laxe, Cruceiro do Lameiro, Cruz de Castro, Ermida de Santa Marta, Ermida románica de San Blas, Ermida de San Pedro, Ermida de San Roque, Castro do Castelo, Petroglifo da Laxe da Chan, Petroglifo do Pinal do Rei...

## Fiestas
El día de la fiesta mayor (Tradicional Romería da Nosa Señora de Darbo) es el 8 de septiembre, en honor a Santa María de Darbo. Este día se representa la Danza y Contradanza de Darbo, una vistosa danza secular que está muy emparentada con la de Aldán de quien puede derivar por emanar esas danzas de entornos palaciegos, y el pazo estaba (y está) en Aldán. En esta danza participan 5 mujeres y 11 hombres, siendo uno de estos el guía. Las mujeres se caracterizan por el sombrero de fllores que llevan en su cabeza, y los hombres por unos largos pendientes. Es una de las fiestas más importantes que tienen lugar en el ayuntamiento de Cangas tanto por la importancia que tiene la parroquia de Darbo en el contexto cangués, como por la masiva afluencia de gente que acude al recinto a lo largo de los cuatro días de duración de la verbena.
Además de esta, que es la más importante, otros núcleos de la parroquia también tienen sus propias festividades: Romería de Santa Marta (último sábado de julio), Romería de San Blas (principios de febrero), Romería de San Roque do Monte (tercera semana de julio) e Romería de San Pedro (finales de junio).

Nosa Señora de Darbo (Nuestra Señora de Darbo)
Ten o garbo na mantilla (Tiene el garbo en la mantilla)
Que lle mandou de regalo (Que le mandó de regalo)
A Nosa Señora da Guía (Nuestra Señora de la Guía)

## Asociacionismo
Los primeros datos sobre el asociacionismo aparecen de la mano de las sociedades de seguros del campo, que fueron el germen de las que a principios del siglo XX formaron parte de los movimientos agraristas. Hasta la llegada de la democracia no volvería la posibilidad de asociarse y las primeras asociaciones fueron las AMPA de los centros de enseñanza de los colegios de San Roque, Pondal, Enseñanza, Instituto Montecarrasco e Instituto María Soliño. También se fueron conformando las asociaciones de vecinos que a día de hoy tienen referencia en las denominadas Daravelo, Nós de San Pedro, San Blas y a Portela y otras como Mulleres Progresistas. La Comunidade de Montes Veciñais en Man Común da Parroquia de Darbo también es un modelo de asociacionismo que desde hace unos pocos años ha contribuido de forma altruista al desarrollo cultural y social de la parroquia y a la conservación del patrimonio natural mediante la edición de libros como Darbo na Memoria, Árbores do Noso Monte, Pasa o Tempo coas Árbores do Noso Monte; la organización de eventos como la Andaina polos Montes de Darbo, actividades de plantación con colegios de la parroquia, etc.